# Centralne ogrzewanie słoneczne

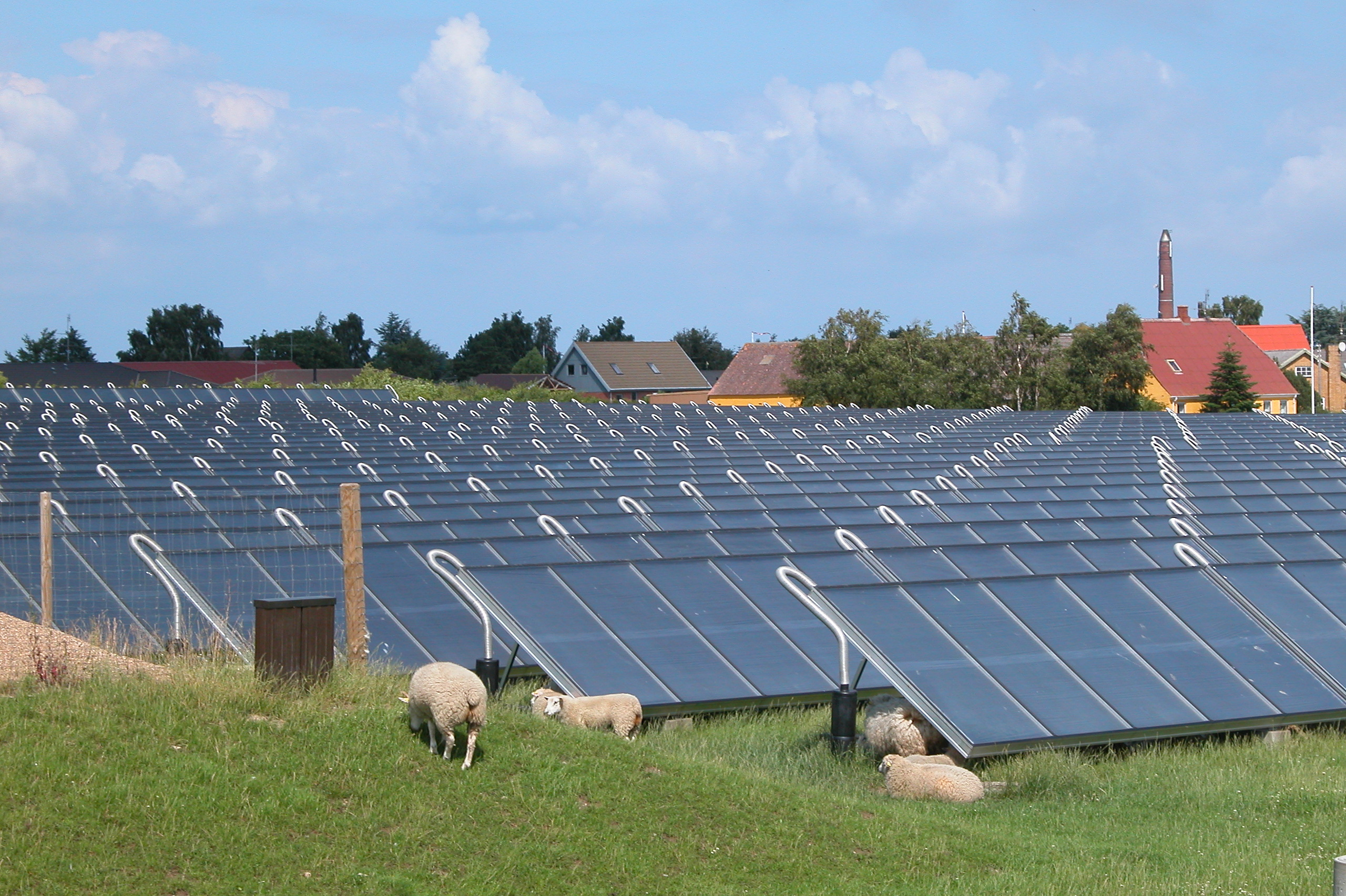
Centralne ogrzewanie słoneczne w Marstal, o powierzchni 18 365 m². Pokrywa 1/3 zapotrzebowania na ciepło w Marstal

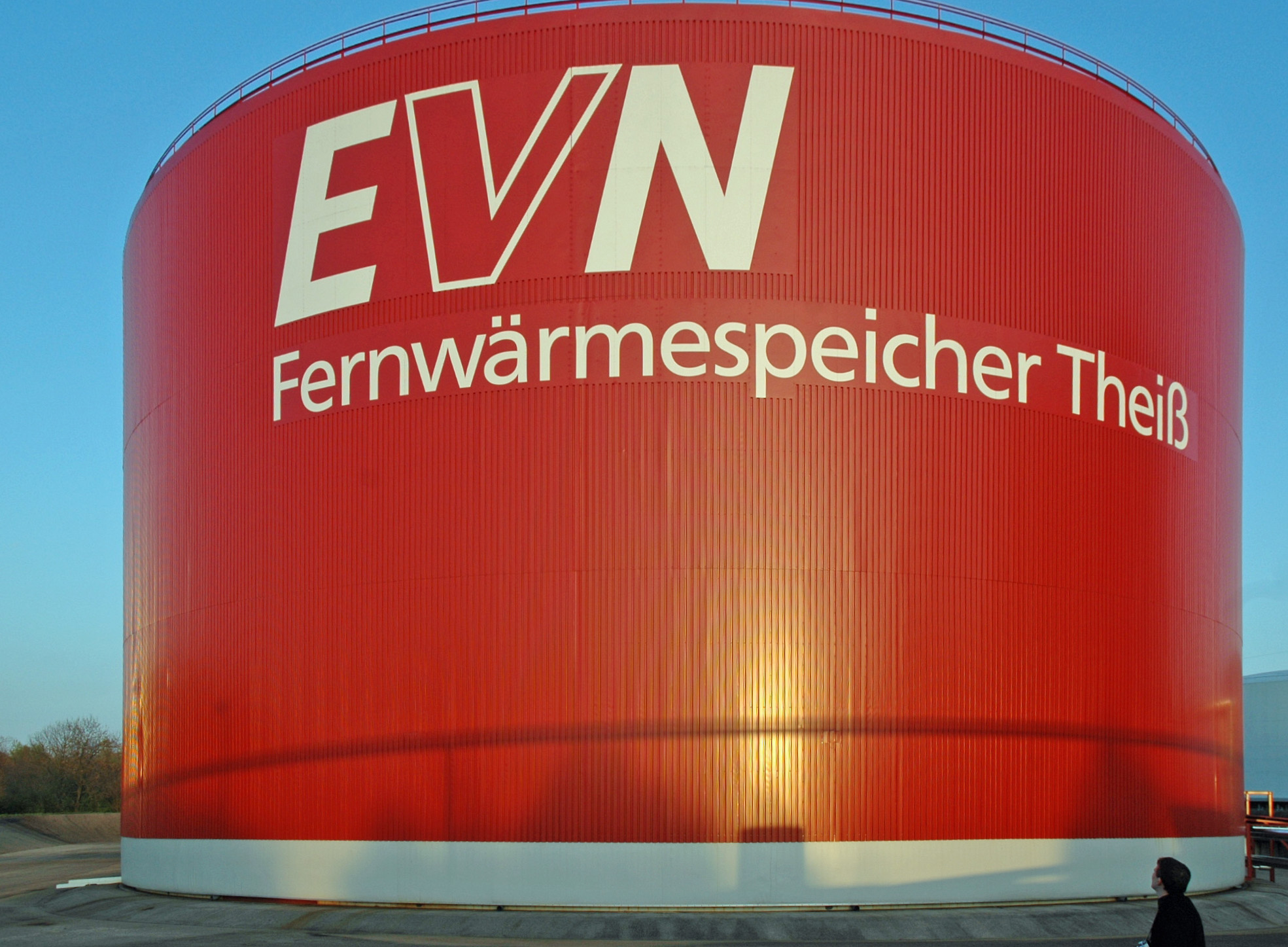
Magazyn energii cieplnej, austriacki producent Theiss, pojemność cieplna 2GWh

Centralne ogrzewanie słoneczne – zapewnienie centralnego ogrzewania i ciepłej wody z energii słonecznej do systemu, w którym woda ogrzewana jest centralnie przy użyciu kolektorów słonecznych (i rozprowadzana najczęściej przy użyciu sieci ciepłowniczej).
Dla systemów ciepłowniczych kolektory mogą być montowane na ziemi lub też na dachach ogrzewanych budynków.
Centralne ogrzewanie słoneczne może mieć magazyn energii cieplnej. W zależności od wielkości taki magazyn może służyć do dobowego lub sezonowego przechowywania energii (energia jest zbierana i magazynowana w czasie letnim, a wykorzystywana w okresie zimowym).
W porównaniu do małych układów ogrzewania słonecznego, centralne systemy ogrzewania słonecznego mają najlepsze wskaźniki cena-wydajność z powodu: niższej ceny budowy [PLN/kWh], wyższej sprawności cieplnej i proporcjonalnie niższych kosztów eksploatacji.
Centralne ogrzewanie słoneczne może również służyć do słonecznego chłodzenia. W tym przypadku, ogólna sprawność takiego systemu może być bardzo wysoka z powodu wysokiej korelacji między zapotrzebowaniem energetycznym i nasłonecznieniem.

## Największe instalacje
| Nazwa             | Państwo | Właściciel              | Powierzchnia | Moc Termiczna | Roczna produkcja | Rok budowy | Magazyn ciepła pojemność | Typ magazynu ciepła                                         | Producent kolektorów        |
|                   |         |                         | m²           | MWth          | GWh              |            | m³                       |                                                             |                             |
| ----------------- | ------- | ----------------------- | ------------ | ------------- | ---------------- | ---------- | ------------------------ | ----------------------------------------------------------- | --------------------------- |
| Vojens            | DK      | Vojens Fjernvarme       | 70 000       | 50            | 35               | 2012-2015  | 203 000                  | Insulated water pond Water tank                             | ARCON (DK)                  |
| Dronninglund      | DK      |                         | 37 573       | 27            | 18               | 2014       |                          |                                                             | ArCon (DK)                  |
| Ringkøbing        | DK      |                         | 30 000       | 22,6          | 14               | 2010-2014  |                          |                                                             | ArCon                       |
| Vildbjerg         | DK      |                         | 21 234       | 14,5          | 9,5              | 2014       |                          |                                                             | ArCon                       |
| Helsinge          | DK      | Helsinge Fjernvarme     | 19 588       | 14            | 9,4              | 2012-2014  |                          |                                                             | [ 7 ]                       |
| Gråsten           | DK      |                         | 19 024       | 13            | 9,7              | 2012       |                          |                                                             | ARCON (DK)                  |
| Brædstrup         | DK      | Brædstrup Fjernvarme    | 18 612       | 14            | 8,9              | 2007/2012  |                          |                                                             | ARCON (DK)                  |
| Tarm              | DK      |                         | 18 585       | 13,1          | 9                | 2013       |                          |                                                             | ARCON (DK)                  |
| Marstal           | DK      | Marstal Fjernvarme      | 17 943       | 13.5          | 8,5              | 1996–2002  | 2,100 3,500 10,000       | Water tank Sand/water ground pit Insulated water pond       | Sunmark / ARCON (DK)        |
| Jetsmark          | DK      |                         | 15 183       | 10,6          | 7,6              | 2015       |                          |                                                             | Arcon/Sunmark (DK)          |
| Oksbøl            | DK      |                         | 14 745       | 9,9           | 7,7              | 2010/2013  |                          |                                                             | Sunmark (DK)                |
| Jægerspris        | DK      |                         | 13 405       | 8,6           | 6                | 2010       |                          |                                                             | Sunmark (DK)                |
| SydLangeland      | DK      |                         | 12 500       | 7,5           | 7,5              | 2013       |                          |                                                             | Sunmark (DK)                |
| Grenaa            | DK      |                         | 12 096       | 8,4           | 5,8              | 2014       |                          |                                                             | Arcon (DK)                  |
| SydFalster        | DK      |                         | 12 094       | 8,5           | 6                | 2011       |                          |                                                             | Arcon (DK)                  |
| Hvidebæk          | DK      |                         | 12 038       | 8,6           | 5,7              | 2013       |                          |                                                             | Arcon (DK)                  |
| Sæby              | DK      | Sæby Fjernvarme         | 11 866       | 8             | 6,3              | 2011       |                          |                                                             | Sunmark (DK)                |
| Toftlund          | DK      |                         | 11 000       | 7,4           | 5,4              | 2013       |                          |                                                             | Sunmark (DK)                |
| Gram (Denmark)    |         |                         | 10 073       | 7             | 4,8              | 2009       | 122 000                  | Insulated water pond. 10MW electric boiler 900 kW heat pump | [ 21 ] [ 22 ]               |
| Kungälv           | SE      | Kungälv Energi AB       | 10 048       | 7,0           | 4,5              | 2000       | 1000                     | Water tank                                                  | ARCON (DK)                  |
| Svebølle-Viskinge |         |                         | 10 000       | 5,3           | 5                | 2011/2014  |                          |                                                             | [ 23 ]                      |
| Karup             | DK      |                         | 8063         | 5,4           | 3,7              | 2013       |                          |                                                             | ARCON (DK)                  |
| Strandby          | DK      | Strandby Varmeværk      | 8000         | 5,6           | 3,6              | 2007       |                          |                                                             | ARCON (DK)                  |
| Nykvärn           | SE      | Telge Energi AB         | 7500         | 5,3           | 3,4              | 1985       | 1500                     | Water tank                                                  | Teknoterm (SE) ARCON (DK)   |
| Ærøskøbing        | DK      | Ærøskøping Fjernvarme   | 7050         | 3,4           | 3                | 1998/2010  | 1200                     | Water tank                                                  | ARCON/Sunmark (DK)          |
| Falkenberg        | SE      | Falkenberg Energi AB    | 5500         | 3,9           | 2,5              | 1989       | 1100                     | Water tank                                                  | Teknoterm (SE) ARCON (DK)   |
| Neckarsulm        | DE      | Stadtwerke Neckarsulm   | 5044         | 3,5           | 2,3              | 1997       | 25 000                   | Soil duct heat exchanger                                    | Sonnenkraft (DE) ARCON (DK) |
| Ulsted            | DK      | Ulsted Fjernvarme       | 5000         | 3,5           | 2,2              | 2006       | 1,000                    | Water tank                                                  | ARCON (DK)                  |
| Friederichshafen  | DE      | Technische Werke Fried. | 4250         | 3,0           | 1,9              | 1996       | 12 000                   | Concrete tank in ground                                     | ARCON (DK)                  |

Źródło: Jan Erik Nielsen, PlanEnergi, DK.

### Historia centralnego ogrzewania słonecznego
Szwecja odegrała ważną rolę w rozwoju na dużą skalę ogrzewania słonecznego. Według danych (Dalenbäck, J. O., 1993), pierwsze kroki zostały wykonane na początku lat siedemdziesiątych w Linköping, Szwecja. Zachęcona tymi pracami Finlandia zbudowała swój pierwszy zakład w Kerava, w Holandii wybudowano pierwszy zakład w Groningen. Zakłady te zostały opisane w raporcie Międzynarodowej agencji energii (Dalenbäck, J. O., 1990). Należy pamiętać, że zakłady te posiadają magazyny do przechowywania ciepła na duża skalę.

### Pokrewne systemy
Centralne ogrzewanie słoneczne jest to sub-klasa ‘wielkopowierzchniowego ogrzewania słonecznego’ – termin stosowany w systemach słonecznych z powierzchniami kolektorów przekraczającymi 500 m².
Drake Landing Solar Community w Albercie, Kanada osiągnięto rekord świata 97% rocznego pokrycia dla potrzeb grzewczych z kolektorów słonecznych. Wykorzystano kolektory słoneczne na dachach garaży i podziemny magazyn energii cieplnej.